# Mars Science and Telecommunications Orbiter

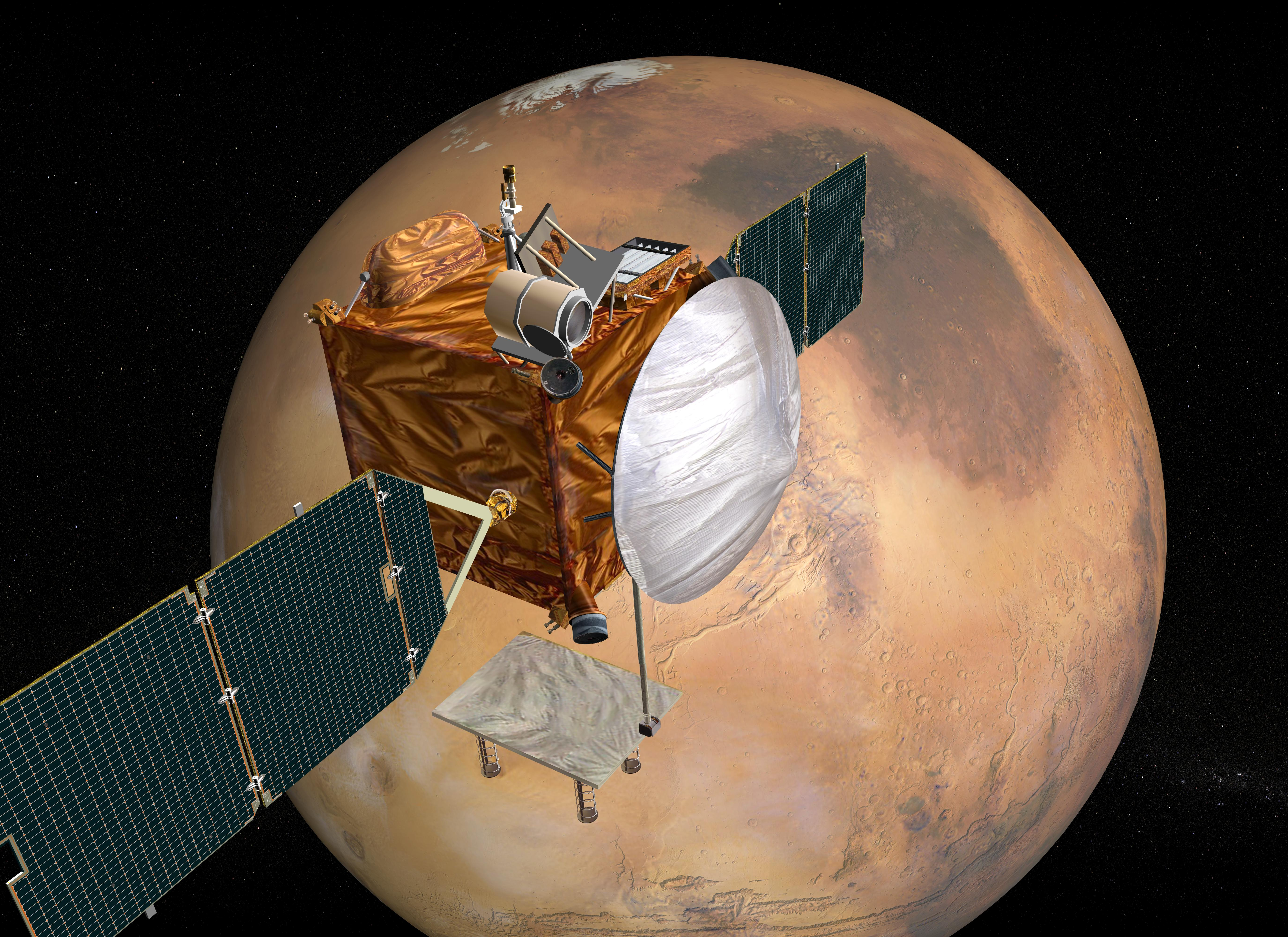
Mars Science and Telecommunications Orbiter

Der Mars Science and Telecommunications Orbiter (MSTO) war eine geplante NASA-Raumsonde zur Erforschung des Planeten Mars. Der Start war auf 2011 bzw. 2013 angesetzt. MSTO erschien auf den Plänen der NASA, nachdem im Sommer 2005 der Mars Telecommunications Orbiter (geplanter Starttermin 2009) aus Budgetgründen gestrichen wurde und soll einen Teil seiner Aufgaben übernehmen.
MSTO sollte ein großer Orbiter von der Größe und den Kosten des Mars Reconnaissance Orbiters (MRO) werden. Die Raumsonde sollte sowohl wissenschaftliche Instrumente als auch eine Kommunikationsnutzlast (als Relais zwischen Landesonden und der Erde) tragen. Nach der Ankunft am Mars sollte es eine zweijährige wissenschaftliche Missions-, gefolgt von einer achtjährigen Kommunikationsphase in einem elliptischen Orbit geben. Damit sollte MSTO den sich seit 2006 in der Marsumlaufbahn befindenden MRO bei der Aufgabe der Datenübertragung ablösen. Die wissenschaftlichen Instrumente des MSTO sollten vor allem der Erforschung der Marsatmosphäre dienen. Auch über die Mitnahme einer Landesonde wurde nachgedacht. Das Projekt wurde jedoch für seine ungenaue Missionszieldefinition kritisiert und gestoppt.
Doch das einzige von der US-Regierung unterstützte Projekt für einen neuen Marssatelliten ist derzeit MAVEN (Mars Atmosphere and Volatile EvolutioN). Es wird angemerkt, dass ein zusätzlicher reiner Kommunikationssatellit auf Grund der fortgeschrittenen Instrumente voraussichtlich nicht nötig sein wird.